# 洪德生
洪德生，是臺灣經濟學家，曾任台灣經濟研究院第五任院長(2005-2015)、台北市政府財政局局長、財政部稅制委員會委員等職。

## 學歷
- 明尼蘇達大學經濟學博士
- 范德堡大學經濟學碩士
- 國立臺灣大學經濟學系學士